# Sidney Marçal de Oliveira
Sidney Marçal de Oliveira é um  botânico brasileiro.
Marçal é responsável pela descoberta de diversas espécies novas de orquídeas do Brasil, entre elas:
- Cattleya marcaliana (Campacci & Chiron) Van den Berg, originalmente descrita como Dungsia marcaliana Campacci & Chiron

De nova ocorrência:
- Campylocentrum marcalianum Campacci, um sinônimo heterotípico de Calyptrochilum christyanum (Rchb.f.) Summerh..

Além destas participou da descrição botânica ou novas combinações de nomes das seguintes espécies, algumas das quais também descobriu:
- Catasetum brevilobatum Marçal & Chiron
- Catasetum caatingense Marçal & Chiron
- Cattleya × diamantinensis (V.P.Castro & Marçal) J.M.H.Shaw, originalmente descrita como Hoffmannseggella diamantinensis V.P.Castro & Marçal
- Coryanthes bahiensis Marçal & Chiron
- Coryanthes charlesiana Marçal & Chiron
- Coryanthes erectiscapa Marçal & Chiron
- Coryanthes lacerdae Marçal & Chiron
- Coryanthes lanata Marçal & Chiron
- Coryanthes microsmophora Marçal & Chiron
- Coryanthes pilosa Marçal & Chiron
- Coryanthes tefeensis Marçal & Chiron
- Epidendrum belmontense V.P.Castro & Marçal, um sinônimo heterotípico de Epidendrum bahiense Rchb.f.
- Epidendrum morimotoi V.P.Castro & Marçal, um sinônimo heterotípico de Epidendrum cauliflorum Lindl.
- Gomesa adamantina (Marçal & Cath) M.W.Chase & N.H.Williams, originalmente descrita como Oncidium adamantinum Marçal & Cath.
- Leptotes vellozicola Van den Berg, E.C.Smidt & Marçal
- Pseudolaelia regentii V.P.Castro & Marçal